# Muzeul Țării Făgărașului „Valer Literat”
Muzeul Țării Făgărașului „Valer Literat” este găzduit în Cetatea Făgărașului.